# Grand Prix moto de France 1951
Le Grand Prix moto de France 1951 est la sixième manche du Championnat du monde de vitesse moto 1951. La compétition s'est déroulée du 14 au 15 juillet 1951 sur le circuit des Planques. C'est la 21e édition du Grand Prix moto de France et la 1re édition comptant pour le championnat du monde.

## Résultats des 500 cm³
| Pos | Pilote            | Moto       | Temps/Écart       | Points |
| --- | ----------------- | ---------- | ----------------- | ------ |
| 1   | Alfredo Milani    | Gilera     | 1 h 16 min 52 s 6 | 8      |
| 2   | Bill Doran        | AJS        | +8 s              | 6      |
| 3   | Nello Pagani      | Gilera     | +10 s 9           | 4      |
| 4   | Umberto Masetti   | Gilera     | +45 s 6           | 3      |
| 5   | Geoff Duke        | Norton     | +45 s 7           | 2      |
| 6   | Jack Brett        | Norton     | +47 s 6           | 1      |
| 7   | Fergus Anderson   | Moto Guzzi |                   |        |
| 8   | Bill Petch        | AJS        |                   |        |
| 9   | Enrico Lorenzetti | Moto Guzzi |                   |        |
| 10  | John Lockett      | Norton     |                   |        |
| 11  | Rod Coleman       | AJS        |                   |        |
| 12  | Ray Amm           | Norton     |                   |        |
| 13  | Sante Geminiani   | Moto Guzzi |                   |        |
| 14  | Arthur Wheeler    | Norton     |                   |        |
| 15  | Jean Behra        | Moto Guzzi |                   |        |
| 16  | Tommy Wood        | Norton     |                   |        |
| 17  | Ernie Barrett     | Norton     |                   |        |
| 18  | Georges Houel     | Gilera     |                   |        |
| 19  | ...               | ...        |                   |        |

## Résultats des 350 cm³
| Pos | Pilote        | Moto   | Temps             | Points |
| --- | ------------- | ------ | ----------------- | ------ |
| 1   | Geoff Duke    | Norton | 1 h 04 min 05 s 1 | 8      |
| 2   | Jack Brett    | Norton | +1 min 03 s       | 6      |
| 3   | Bill Doran    | AJS    | +1 min 17 s 7     | 4      |
| 4   | John Lockett  | Norton |                   | 3      |
| 5   | Reg Armstrong | AJS    |                   | 2      |
| 6   | Rod Coleman   | AJS    |                   | 1      |
| 7   | ...           | ...    |                   |        |

## Résultats des 250 cm³
| Pos | Pilote          | Moto       | Temps         | Points |
| --- | --------------- | ---------- | ------------- | ------ |
| 1   | Bruno Ruffo     | Moto Guzzi | 58 min 28 s 5 | 8      |
| 2   | Gianni Leoni    | Moto Guzzi | +0 s 9        | 6      |
| 3   | Tommy Wood      | Moto Guzzi | +1 min 51 s 8 | 4      |
| 4   | Fergus Anderson | Moto Guzzi | +1 min 52 s 2 | 3      |
| 5   | Bill Lomas      | Velocette  |               | 2      |
| 6   | Werner Gerber   | Moto Guzzi |               | 1      |
| 7   | ...             | ...        |               |        |

## Résultats des Sidecars
| Pos | Pilote              | Passager         | Moto    | Temps         | Points |
| --- | ------------------- | ---------------- | ------- | ------------- | ------ |
| 1   | Eric Oliver         | Lorenzo Dobelli  | Norton  | 48 min 23 s 3 | 8      |
| 2   | Ercole Frigerio     | Ezio Ricotti     | Gilera  | +11 s 7       | 6      |
| 3   | Jean Murit          | André Emo        | Norton  | +1 tour       | 4      |
| 4   | Jacques Drion       | Bob Onslow       | Norton  |               | 3      |
| 5   | René Bétemps        | Georges Burggraf | Triumph |               | 2      |
| 6   | Alphonse Vervroegen | Pierre Cuvelier  | FN      |               | 1      |
| 7   | ...                 | ...              | ...     |               |        |